# Edward Feiner
Edward A. Feiner  (El Bronx, 1946-Falls Church, 1 de julio de 2022) fue un arquitecto estadounidense reconocido por su trabajo en la implantación de edificios institucionales para los gobiernos federales con una imagen innovadora.

## Trayectoria
Feiner estudió arquitectura y trabajó como arquitecto en la administración del gobierno nacional estadounidense durante casi 35 años, en la administración de servicios generales, como director para el área de coordinación con los gobiernos federales. Trabajó como arquitecto principal del Gobierno federal de los Estados Unidos y cambió la imagen pública de innumerables edificios para las agencias federales al contratar arquitectos de renombre para diseñar cientos de juzgados, laboratorios gubernamentales, Oficinas de Aduanas y Protección Fronteriza de los Estados Unidos y edificios de oficinas.
Feiner organizó concursos de arquitectura invitando a paneles externos, tanto en el formato de concurso abierto como concurso con invitación, en el caso de arquitectos de reconocido prestigio. La fase de clasificación de las propuestas se continuaba con una selección restringida final, esta lista reducida final pasaba por una supervisión final para eligir a los ganadores de forma más personalizada. El trabajo de Feiner como arquitecto de la administración era supervisar la construcción de nuevos edificios y la renovación de los antiguos, comenzando con la búsqueda de un estudio de arquitectura al que asignar el proyecto y la ejecución. Históricamente, el proceso de selección de arquitectos era tan burocrático como cabría esperar, y con la misma probabilidad de producir una insípida mediocridad. Los ganadores fueron casi siempre grandes empresas corporativas, muchas de las cuales tenían equipos especializados en gestionar el papeleo administrativo. Esto disuadía a las empresas jóvenes e innovadoras de postularse: solo se invitaba a trabajar con el gobierno federal a aquellas que tenían experiencia trabajando con el gobierno federal. Feiner modificó esto a principios de la década de 1990. Por ejemplo, contrató a Thom Mayne y su estudio, Morphosis, para diseñar un edificio de oficinas en San Francisco (California) y una instalación de operaciones satelitales para la Oficina Nacional de Administración Oceánica y Atmosférica en Suitland, Maryland. Richard Meier proyectó el Palacio de Justicia de los Estados Unidos Alfonse M. D'Amato y Arquitectonica (Miami), proyectaron varios juzgados. También construyeron edificios federales Ieoh Ming Pei, Robert A.M. Stern y Kohn Pedersen Fox.
Feiner gestionó un patrimonio inmobiliario de unos 8.700 edificios y la construcción de docenas más cada año. Este trabajo le dio una inmensa influencia sobre la imagen corporativa cívica del país. En 2003, la revista Esquire lo llamó “el arquitecto más poderoso de Estados Unidos en la actualidad”.

## Biografía
Feiner nació en el Bronx, asistió a la Escuela Secundaria Técnica de Brooklyn, donde estudió arquitectura antes de ingresar en la Cooper Union. Pero su amor por la profesión comenzó a los tres años cuando comenzó a construir rascacielos con bloques de madera. Continuando con sus estudios de posgrado en la Universidad Católica, él y su esposa, Fran, se establecieron en Washington D. C., donde inició su trabajo como arquitecto de la administración de servicios generales, en la oficina de Skidmore, Owings and Merrill como director de la oficina de SOM en Washington D. C. y en la oficina de Perkins+Will como director administrativo en la oficina de Washington D. C..
Murió el 1 de julio del 2022 en Falls Church, Virginia, a los 75 años. Su esposa, Frances Feiner, comunicó que la causa de la muerte fue cáncer cerebral y que murió en un centro hospitalario donde estaba ingresado. Feiner y Fran tienen un hijo y una hija.